# Downtown no gaki no tsukai ya arahende!!
Downtown no gaki no tsukai ya arahende!! (ダウンタウンのガキの使いやあらへんで!!?), noto altresì come Downtown's I'm Not An Errand Boy!! o Downtown's This Is No Job For Kids!!, è un programma giapponese di genere varietà condotto dal duo comico Downtown. Questo programma è iniziato ad andare in onda il 3 ottobre 1989 ed è attualmente uno degli show comici più famosi in Giappone.

## Cast

### Cast Regolare
- Downtown (Hitoshi Matsumoto (松本人志?, Matsumoto Hitoshi) e Masatoshi Hamada (浜田雅功?, Hamada Masatoshi)) - Conduttori del Gaki no Tsukai sin dalla sua nascita.
- Hōsei Yamasaki (山崎邦正?, Yamasaki Hōsei) - È entrato nel cast principale nel 1995.
- Coq au Rico (Naoki Tanaka (田中直樹?, Tanaka Naoki) e Shōzō Endō (遠藤章造?, Endō Shōzō)) - Entrati nel cast principale nel 1997.

### Ex Cast Regolare
- Jimmy Ōnishi (ジミー 大西) - Ha lasciato il cast regolare nel 1996 per intraprendere una carriera tutta sua. Nonostante tutto, dal 2005, ha fatto spesso delle apparizioni con delle parodie di video d'istruzione nei "No-Laughing" batsu games. La sua più famosa apparizione è quella nel "No-Laughing High School" con le sue performance di inglese.

### Cast Semi-Regolare
- Kenji Suga (菅 賢治 Suga Kenji) - Produttore capo. Appare spesso in falsi poster durante i batsu game e addirittura in cosplay.
- Toshihide Saitō (斉藤 敏豪 Saitō Toshihide) - Set design e assistente direttore. Generalmente chiamato con il suo nick, Heipō (ヘイポー). Diversi sketches e giochi sono basati sulla sua debolezza di stomaco e la sua natura perversa.
- Hiroshi Fujiwara (藤原 寛 Fujiwara Hiroshi) - Ex Manager dei Downtown. Appare spesso in cosplay di un personaggio femminile per fare da guida nei diversi batsu games.
- Ameagari Kesshitai (Hiroyuki Miyasako (宮迫博之 Miyasako Hiroyuki) e Tōru Hotohara(蛍原徹 Hotohara Tōru)) - Un duo comico che spesso si unisce al cast principale.
- License (Kazuhiro Fujiwara (藤原一裕 Fujiwara Kazuhiro) e Takafumi Eimoto (井本貴史 Eimoto Takafumi)) - Un duo comico che spesso si unisce al cast principale. Fujiwara è anche conosciuto come "Vacuum Fujiwara" per via della sua grande abilità nel mangiare, che spesso crea numerose gag.
- Itsuji Itao (板尾創路 Itao Itsuji) - Un membro del duo comico 130R.
- Shōhei Shōfukutei (笑福亭笑瓶 Shōfukutei Shōhei) - Un artista "rakugo". È anche conosciuto per la sua frase!(Shohei-Hey!) detta più volte nel police batsu game.
- Shoji Murakami
- Moriman
- Piccadilly Umeda
- Egashira 2:50

### Altri del Cast
- Obachan Ichigo e Obachan Nigo (おばちゃん一号 and おばちゃん二号, o meglio conosciute come Old Lady #1 e Old Lady #2) - Due anziane signore che spesso e volentieri appaiono nei batsu games vestite sempre in modo bizzarro (una volta addirittura da TATU) per mettere i membri del cast in situazioni imbarazzanti, a volte finendo anche per baciarli con la lingua.
- Konya ga Yamada (今夜が山田 - letteralmente "Tonight Is Yamada!"; Nome Vero: David Hossein) - È l'ex manager di Thane Camus. Ha avuto il ruolo di dottore nel Dynamite Shikoku's wrestling matches (Dynamite è un wrestler interpretato da Endo).

Appare anche in alcuni "No Laughing" batsu games in cui mentre il cast cerca di dormire lui pronuncia il suo nome in diverse variazioni. In giapponese il suo nome pronunciato in diverse maniera assume significati diversi ("Kon'ya ga yama da" significa "Tonight is crucial", ma pronunciandolo "Hon'ya ga yama da" significa "The Bookstore is crucial", e così via).
- Hosshan (ほっしゃん。) - Un altro famoso comico che appare in diversi batsu games. È famoso per il suo trucchetto di infilarsi cose nel naso e sputarle dalla bocca, per quante volte lo faccia fa sempre ridere.
- Itao's Wife - Una straniera (forse Indiana), ma non è la vera moglie di Itsuji Itao. Ha fatto diverse apparizioni tra cui quella di danzare orribilmente con le musiche di Madonna o altre canzoni".
- Ayako Nishikawa (西川史子 Nishikawa Ayako) - Una ex Miss Japan. È stata ospite in: Heipo's "date", medico in police batsu game e come paziente in hospital batsu game. Il suo ruolo è spesso quello di sadica, usato spesso per grandi effetti umoristici.
- Chiaki (千秋 Chiaki) - Ex-moglie di Endo (hanno divorziato nel dicembre del 2007). Chiaki è spesso apparsa in No-Laughing batsu games, spesso giocando anche con il suo rapporto con Endo.
- Takahiro Matsumoto (松本隆博 Matsumoto Takahiro) - Fratello maggiore di Hitoshi Matsumoto. Apparso in alcuni batsu games suonando canzoni con la chitarra. Da non confondere con Takahiro Matsumoto dei B'z.
- Hanako (山田花子 Yamada Hanako) - Una strana ragazza (quasi sempre ubriaca) apparasa in alcuni batsu games in cui cerca sempre di colloquiare facendo discorsi e azioni strambe.

## Segmenti

### Batsu Games
Probabilmente gli episodi più conosciuti dei Gaki sono i "batsu game", chiamati anche "punishment game", in cui uno o più membri del cast dopo aver perso ad una scommessa, gioco o sfida, devono subire una punizione.

#### No Laughing Games
Il più famoso dei batsu games. Il "No Laughing" game consiste nel mettere i partecipanti in situazioni compromesse, assurde, ridicole e quant'altro, con lo scopo di farli ridere. La prova dura in genere 24 ore all'interno delle quali ogni qual volta qualcuno di loro ride viene punito fisicamente.
Il gioco è nato nel 2003, e viene trasmesso alla fine dell'anno come speciale della durata di un'ora. Ogni anno se ne tiene uno in luoghi sempre diversi:
- No-Laughing Hot Spring Inn (2003)

Il primo batsu game della serie No-Laughing. Ambientato in Yamanashi, assistiamo alla partecipazione di Matsumoto, Yamasaki, Endo e Tanaka per aver perso contro Hamada in un 4 vs. 1 bowling match.
La punizione per chi rideva in questo No-Laughing consisteva nell'essere colpiti sul fondoschiena da un dardo lanciato da una cerbottana.
- No Laughing in Yugawara (2004)

Nel secondo batsu game (girato presso Yugawara, a Kanagawa). Yamasaki, Tanaka, e Hamada sono le vittime. In questo batsu game assistiamo alle performance di Endo con il suo personaggio, Dynamite Shikoku.
- No-Laughing High School (2005)

In questo batsu game l'intero cast, ad eccezione di Hamada, è mandato in un liceo per un intero giorno. Ridere costa uno shinai sul fondoschiena.
Il segmento della lezione di inglese è probabilmente tra i filmati più conosciuti anche al di fuori del territorio giapponese.
- No-Laughing Police Station (2006)

Questo batsu game ha dato origine a una speciale di addirittura tre ore. I partecipanti erano Yamasaki, Hamada ed Endo.
- No-Laughing Hospital (2007)

In questo No-laughing game sono presenti tutti e cinque i componenti del cast del Gaki no Tsukai che per l'occasione sono stati obbligati ad indossare una divisa da infermiera. Ridere comportava una punizione per mano di infermiere in divise nere. Questo episodio è entrato nella storia del gioco perché è stato stabilito il record del più alto numero di punizioni inflitte ad una persona: Matsumoto con 258 punizioni subite.
- No-Laughing Newspaper Agency (2008)

Anche questa volta tutti e cinque i componenti del Cast hanno partecipato a questo No-Laughing, in cui devono interpretare i reporter di un'agenzia di giornali. Ridere costa una matita gigante (finta) di latex.
- No-Laughing Hotel Man (2009)

Per la terza volta è presente tutto il cast al completo, i protagonisti sono vestiti da impiegati di un hotel.
- No-Laughing Spy-Agent (2010)

I membri del Gaki no Tsukai partecipano per la quarta volta tutti insieme al No-Laughing game, l'ambientazione è una scuola di spionaggio.
L'episodio è stato girato nella prefettura di Ibaraki ed è andato in onda il giorno di capodanno. Più di 100 personaggi famosi sono stati coinvolti con le riprese tra cui: Itao Itsuji, Matsuko Deluxe, Masahiro Chono, Bibari Maeda, Claudia Umemiya e Tatsuo Umemiya.

#### Altri Batsu Games
Haunted Hotel(2001)

Dopo che Matsumoto ha perso una gara in piscina contro gli altri 4 del cast, è stato mandato in un ryokan abbandonato con l'obbligo di rimanerci tutta la notte. Ha dovuto resistere ad apparizione di fantasmi, armature che si muovono da sole, rumori inquietanti e inaspettati e tanto altro ancora.
"24-Hour Tag"/Onigokko (鬼ごっこ) (2000)

Un batsu game della durata di 24 ore dove tutto il cast, eccetto Matsumoto, sono stati rinchiusi in una palestra giocando a "prendere" con i vari Oni (demoni) che venivano "invocati" senza preavviso, ognuno vestito di nero e che portava addosso il nome della punizione che avrebbero inferto a chi venisse catturato. Questo batsu game è il risultato della vittoria di Matsumoto nella corsa "Gaki no tsukai - 4 tai 1 100m sou Taiketsu!"
No-Reaction Pie Hell (ノーリアクションパイ地獄) (2002)

In questo batsu game Matsumoto è stato punito per aver perso una scommessa con Hamada riguardo ad una partita di baseball: Hamada aveva puntato sui Yomiuri Giants mentre Matsumoto sui Seibu Lions; i Giants hanno vinto 4 a 0. La punizione di Matsumoto fu quella di passare un'intera giornata in un appartamento mentre Hamada, Endo, Tanaka e Yamasaki lanciavano torte su di lui e su tutto ciò che toccava. Il tutto avveniva senza che lui potesse reagire, anzi dovendo ubbidire sempre alla voce fuori campo del narratore che gli diceva cosa fare.
Gakitanic (Gaki no tsukai — Hamada L.A. de Okan to TITANIC!!)

Hamada perse una sfida di golf contro il resto del cast e, per punizione, andò a Los Angeles per ri-girare la famosa scena d'amore del film "Titanic" con la madre di Matsumoto.
Hama-chan France Evian Trip (1993)

Nel luglio del 1993, Hamada perse contro Matsumoto in una sfida di salto in alto. La sua punizione consisteva nell'andare fino in Francia per riempire una bottiglia con dell'acqua minerale proveniente direttamente dalla fonte dell'Evian.
Hama-chan New York City Mechanical Pencil Trip

Hamada perse una scommessa su quale squadra avrebbe vinto (Rossa o Bianca) nella "1994-95 New Year's Singing Competition". Per penitenza dovette andare a New York City con Suga Kenji per recuperare una matita che Matsumoto lasciò al compositore Ryuichi Sakamoto.
Hama-chan Vladivostok Back Hand (2003)

Nell'ottobre del 2003, Hamada perse una scommessa con Matsumoto su chi avrebbe vinto nel 2003 le Professional Japan Baseball Series, ma non essendo capace di vedere le cose come stavano davanti, Hamada venne forzato ad andare a Vladivostok, in Russia, per ricevere uno schiaffo al rovescio. Durante tutto il gioco, tutto ciò con cui aveva a che fare sarebbe stato messo al rovescio (la stanza d'albergo, la macchina, i piatti al ristorante, ecc.).
Matsumoto Family Rangers (Gaki no tsukai - Souchou Matsumoto RENJAI SHOW!!)

Matsumoto perse una sfida con Hamada nel salto in lungo e dovette interpretare con la sua famiglia (padre, madre, fratello e sorella) una puntata del famoso telefilm Super Sentai (i nostri Power Rangers).
Yamasaki's Hitori Bocchino piano concert

Nella puntata "Gaki no tsukai - YAMASAKI Scalega Tiisai saiban" (divisa in due parti, 21/11/99 e 28/11/99), Yamasaki, per la via della sua indole da "gatto spaventato" mostrata nelle prove, eventi, backstage e giochi di squadra, è stato costretto ad affrontare una prova che consisteva nel suonare il pianoforte in una Scuola, in piena notte, senza farsi spaventare dalle trappole che erano state preparate per lui.

### Silent Library
In questo segmento dello show il cast generalmente invita un ospite d'onore da portare in una Biblioteca. Ognuno di loro prende una carta e chi pesca quella con il teschio subisce una punizione (solitamente dolorosa o schifosa/imbarazzante). Il tutto deve avvenire in rigoroso silenzio, per non disturbare le altre persone presenti che stanno leggendo. Famosa la puntata con il lottatore campione della K-1, Ernesto Hoost.

### Chinko Machine
Questo è un segmento degli episodi della serie "Ōgiri Daigassen", in cui i partecipanti a questo bastu game devono recitare uno scioglilingua senza mai sbagliare. Se falliscono la "chinko machine", chiamata anche "penis machine" (una specie di catapulta posta sotto le gambe dei partecipanti), si attiva colpendoli nelle parti basse.

### 7 Henge
Shichi-henge (七変化, letteralmente Le Sette Apparizioni) è un segmento dello show dove tutto il cast e membri staff sono seduti su un tavolo mentre un comico (esterno o interno al programma) cerca di farli ridere. Per ogni persona che ride il comico guadagna 1000 yen che vengono raccolti in una scatola. I soldi guadagnati verranno poi donati in carità presso un ente deciso dal comico che li ha vinti. Bob Sapp fece una speciale apparizione in questo batsu game collezionando 53000 yen, a quel tempo un record.
Fu fatta anche una variazione di questo gioco chiamata "Horror Shichi-henge" in cui si doveva cercare di spaventare Heipo.

### Absolutely Tasty Series
Questa serie si basa su delle prove di cucina e vede i comici del cast preparare piatti tradizionali (come taiyaki e chawanmushi) e non (come pizza e pasta) con degli ingredienti strani o inusuali. Una volta preparati dovranno mangiarli e votarli con un voto che va da 2 scheletri (immangiabile) a 10 stelle. Endo è famoso per usare spesso le famose caramelle "Frisk" (piccole ma potentissime mentine che servono a profumare l'alito) mentre Matsumoto è famoso per usare ingredienti particolari come la testa di tonno su una pizza o dentifricio per la pasta.

### Kiki Series
Questa serie consiste in una competizione dove ogni membro del cast assaggia, bendato, una determinata marca di un determinato prodotto, diverso ad ogni episodio (birra, pane, salse, cioccolata, ecc.). Dopo averne memorizzato il sapore dovrà poi indovinare (tramite una serie di assaggi) quale ha provato tra tutte quelle presenti, solitamente una quindicina. Chi indovina vince un premio in denaro, generalmente 10000 yen, in caso di errore scatta una punizione corporale diversa per ogni episodio e occasionalmente tematizzata con il prodotto che viene assaggiato (chinko-machine, mastello di lamiera che cade sulla testa, capezzoli aspirati da coppette sotto vuoto, eccetera).

### Goodbye, Yamasaki
Un episodio organizzato nel 2001 dove si inscenava un finto abbandono di Yamasaki dal programma.

### High Tension Series
In questa serie dei comici sfoggiano le loro scene da "High Tension". Lo show è diviso in due parti: la prima è uno show chiamato "The Best Ten" condotto da Hamada e Matsumoto. L'altra è una competizione tra due squadre, il Team Matsumoto e il Team Hamada.

### Gas Nuki
Questa serie vede il cast recarsi in alcuni ristoranti (generalmente di lusso) in cui vengono presentate diverse portate che fanno parte di un menu completo. L'unico modo per ottenerle è fare un peto, che viene filmato a distanza ravvicinata per dimostrarne la veridicità. Lo scopo del gioco è completare il menu o per lo meno mangiare più portate possibili. Chi non riesce ad emettere flatulenze resta senza cibo per tutta la serata.

### Yamasaki vs. Moriman
Una serie di combattimenti parodistici di arti marziali miste tra Yamasaki e Holstein Morio, la comica del duo Moriman. La cosa divertente di questi combattimenti è che Yamasaki non ha mai vinto un incontro dal 1996.

### 500 Quizzes
Un quiz di 500 domande poste a differenti persone, compresi i membri del cast. Le domande variano da "Qual è il tuo favorito, la cosa più interessante, ecc." dove ogni membro del Gaki dovrà indovinare cosa quella persona risponderà. Dopo 500 domande, la persona che ne ha indovinate di più vincerà un premio in denaro, quella che ne ha indovinate di meno una punizione. Interessanti personaggi hanno partecipato tra cui la moglie di Yamasaki, Aya, la famosa IKKO e un famoso mangaka, Kazuo Umezu.

### Five Rangers Game
In questa sfida, tutti i 5 membri del cast entreranno in un camerino in cui dovranno indossare uno dei 5 costumi dei 5 Gorenjai (parodia dei Power Rangers creata in un altro show dei Downtown chiamato "Downtown no Gottsu Ee Kanji") e successivamente uscire assumendo la posa tipica del personaggio. Lo scopo del gioco, con un tempo limite di 6 ore, è riuscire a fare in modo che escano tutti con un costume di colore diverso nella stessa manche. Le probabilità di riuscita in questa impresa sono di 120/3125 (3.84%). Ovviamente è vietato suggerire agli altri quale colore indossare.
In un'occasione vennero aggiunti due comici alla sfida per il "Seven Rangers Game" aggiungendo due colori (nero e bianco) alla regolare configurazione dei Gorenjai e mantenendo le stesse regole del "Five Rangers Game".

### Cosplay Bus Tour series
Questa serie prevede che tutto il cast, più qualche produttore o altri ospiti, si vesta in cosplay per fare dei piccoli giochi all'interno di un Bus che, nel frattempo, li porta in giro per le maggiori località di Tokyo. Quando uno dei partecipanti perde ad un mini-gioco dovrà scendere dal bus e tornare agli studi televisivi a piedi, accompagnato solo dagli sguardi increduli della gente. I costumi includono personaggi femminili degli anime, kogals, regine del sadomaso e Pink Lady (idoli del Jpop nei tardi anni 70).
Memorabile la puntata dell'Anime Bus Tour quando Yamasaki (vestito da Arale di Dr. Slump), dopo aver perso, è sceso con il compito di andare comprare degli spaghetti per l'intero cast prima di tornare agli studio. Quando ha cercato di tornare indietro senza aver comprato nulla ha incontrato Miyasako del duo Ameagari Kesshitai (vestito da Kekko Kamen) e insieme sono andati a comprare gli spaghetti. Arrivati allo studio Miyasako rivela a tutti che Yamasaki ha provato a tornare indietro senza aver comprato nulla, quindi Matsumoto gli ha ordinato di andare subito a comprare degli spaghetti in Italia. Così Yamasaki è stato costretto a partire seduta stante per Lecce per trovare e comprare un piatto di spaghetti da un ristorante, il tutto con indosso ancora il cosplay di Arale.

## Canali e stazioni televisive
- Nippon TV, Sapporo TV, Aomori Broadcasting Corp., Miyagi TV, Yamagata Broadcasting Co., Fukushima Central TV, Yamanashi Broadcasting System, TV Niigata, Kitanihon Broadcasting Co., TV Kanazawa, TV Shinshu, Shizuoka Daiichi TV, Nihonkai TV, Yamaguchi Broadcasting Co., Nishinippon Broadcasting Co., Nankai Broadcasting Co., Kochi Broadcasting Co., Nagasaki International TV, Kumamoto Kemmin TV, Kagoshima Yomiuri TV - dalle 22:56 fino alle 23:26, tutte le domeniche (JST)
- Fukuoka Broadcasting Corp. - dalle 00:50 fino alle 01:20, tutti i Sabati (JST)
- Yomiuri TV (Kansai), TV Iwate, Hiroshima TV - dalle 00:26 fino alle 00:56, tutti i mercoledì (JST)
- Akita Broadcasting System, Inc. - dalle 00:31 fino alle 01:01, tutti i giovedì (JST)
- Chukyo TV - dalle 01:20 fino alle 01:50 tutti i venerdì (JST)
- Ryukyu Broadcasting Corp. (affiliate con la JNN e TBS Network) - dalle 01:25 fino alle 01:55 tutti i martedì (JST)